# スタニスラフ・チェルチェソフ
スタニスラフ・サラーモヴィチ・チェルチェソフ（ロシア語: Станислав Саламович Черчесов、1963年9月2日- ）は、ソビエト連邦（現ロシア・北オセチア共和国）・アラギル出身の元サッカー選手、現サッカー指導者。選手時代のポジションはGK。 サッカーロシア代表の監督を務めた。

## 選手経歴
1963年、現ロシア・北オセチア共和国のアラギルで生まれた。1981年、スパルタク・オルジョニキーゼでキャリアをスタートさせた。1984年、憧れていた強豪クラブのFCスパルタク・モスクワへ移籍を果たす。スパルタクでは世界でも有数のGKリナト・ダサエフのバックアッパーとして試合に出場した。1988年、FCロコモティフ・モスクワへ移籍をしレギュラーとして出場した。1年後にスパルタク・モスクワへ戻り、メインゴールキーパーとして活躍。リーグタイトルやカップ戦のタイトルを勝ち取り雑誌オゴニョクが選ぶロシア年間最優秀ゴールキーパーに3度選出された。
1996年にはオーストリア・ブンデスリーガのFCチロル・インスブルックに移籍。2000-2001シーズンにクラブはリーグ優勝を成し遂げ、チェルチェソフはリーグ最優秀GKに選出された。
2002年、FCスパルタク・モスクワへ移籍をして、そこで現役生活を終えた。

## 指導者経歴
2004年から指導者としてサッカー界に携わり、2007年には古巣のスパルタク・モスクワの監督に就任した。2010年12月には、3年半の契約でFCジェムチュジナ・ソチの監督に就任するも、クラブは翌年の8月に財政難によりリーグ撤退。2011年9月27日、テレク・グロズヌイの監督に就任した。ディナモ・モスクワでは2014-15シーズン、チームを4位に導いたがリーグ優勝は出来ず、シーズン後退任。
2016年にサッカーロシア代表の監督に就任し、自国開催の2018 FIFAワールドカップとUEFA EURO 2020の指揮を執った。
2021年12月20日、フェレンツヴァーロシュTCの監督に就任した。

## 人物
- 4人姉弟の中でただ一人の男として育った。
- スパルタク時代に同僚であったリナト・ダサエフとはポジション争いの相手であったが、元々憧れの存在であったために非常に仲が良く、チェルチェソフは親友だと語っている。

## 代表歴

### 出場大会
- ソビエト連邦代表
- CIS代表
- ロシア代表
  - 1994 FIFAワールドカップ
  - 2002 FIFAワールドカップ

### 試合数
- 国際Aマッチ 9試合 0得点（ソビエト連邦、1990年-1991年）[1]
- 国際Aマッチ 2試合 0得点（CIS、1992年）[1]
- 国際Aマッチ 39試合 0得点（ロシア、1992年-2000年）[1]

| ソビエト連邦代表 | 国際Aマッチ | 国際Aマッチ |
| 年               | 出場        | 得点        |
| ---------------- | ----------- | ----------- |
| 1990             | 3           | 0           |
| 1991             | 6           | 0           |
| 通算             | 9           | 0           |

| CIS代表 | 国際Aマッチ | 国際Aマッチ |
| 年      | 出場        | 得点        |
| ------- | ----------- | ----------- |
| 1992    | 2           | 0           |
| 通算    | 2           | 0           |

| ロシア代表 | 国際Aマッチ | 国際Aマッチ |
| 年         | 出場        | 得点        |
| ---------- | ----------- | ----------- |
| 1992       | 3           | 0           |
| 1993       | 6           | 0           |
| 1994       | 5           | 0           |
| 1995       | 7           | 0           |
| 1996       | 11          | 0           |
| 1997       | 3           | 0           |
| 1998       | 2           | 0           |
| 1999       | 1           | 0           |
| 2000       | 1           | 0           |
| 通算       | 39          | 0           |

## 監督成績
2022年5月14日現在
| クラブ                     | 就任           | 退任          | 記録 | 記録 | 記録 | 記録 | 記録 | 記録 | 記録 | 記録   |
| クラブ                     | 就任           | 退任          | 試   | 勝   | 分   | 敗   | 得   | 失   | 差   | 勝率   |
| -------------------------- | -------------- | ------------- | ---- | ---- | ---- | ---- | ---- | ---- | ---- | ------ |
| クーフシュタイン           | 2004年1月1日   | 2004年11月8日 | 30   | 16   | 6    | 8    | 55   | 38   | +17  | 053.33 |
| ヴァッカー・インスブルック | 2004年11月9日  | 2006年6月1日  | 59   | 18   | 20   | 21   | 79   | 79   | +0   | 030.51 |
| スパルタク・モスクワ       | 2007年6月19日  | 2008年8月14日 | 47   | 25   | 14   | 8    | 85   | 55   | +30  | 053.19 |
| ジェムチュジナ・ソチ       | 2010年12月16日 | 2011年8月6日  | 21   | 9    | 2    | 10   | 27   | 29   | −2   | 042.86 |
| テレク・グロズヌイ         | 2011年9月27日  | 2013年5月26日 | 53   | 24   | 10   | 19   | 70   | 70   | +0   | 045.28 |
| アムカル・ペルミ           | 2013年6月17日  | 2014年5月26日 | 25   | 9    | 8    | 8    | 36   | 33   | +3   | 036.00 |
| ディナモ・モスクワ         | 2014年4月10日  | 2015年7月13日 | 51   | 26   | 12   | 13   | 87   | 58   | +29  | 050.98 |
| レギア・ワルシャワ         | 2015年10月6日  | 2016年6月1日  | 35   | 23   | 6    | 6    | 63   | 20   | +43  | 065.71 |
| ロシア代表                 | 2016年8月11日  | 2021年7月8日  | 57   | 24   | 13   | 20   | 99   | 78   | +21  | 042.11 |
| フェレンツヴァーロシュ     | 2021年12月20日 |               | 21   | 15   | 3    | 3    | 38   | 20   | +18  | 071.43 |
| 合計                       | 合計           | 合計          | 399  | 189  | 94   | 116  | 639  | 480  | +159 | 047.37 |